# Capo (rapper)
Capo conosciuto anche come Capo Azzlack, pseudonimo di Cem Anhan (Offenbach am Main, 22 maggio 1991), è un rapper tedesco, di origini turche e curde, fratello minore del rapper Haftbefehl.

## Biografia
Anhan nasce a Offenbach am Main nel maggio 1991, da madre turca e padre curdo, proveniente dall'est della Turchia. Il padre di Cem muore suicida quando il figlio aveva 9 anni. Il fratello maggiore di Capo, Aykut Anhan, conosciuto come Haftbefehl scappò a Istanbul nel 2006, a causa di un'imminente prigionia.
Haftbefehl rilascia il suo secondo album in studio Kanackis nel febbraio 2012. Capo collabora con il fratello nel singolo Party mit uns. Capo mette in commercio il suo primo singolo Hater/Erzähl ma il 19 agosto 2013. Il suo primo album in studio, Hallo Monaco viene pubblicato il 4 ottobre 2013 e debutta al ventunesimo posto nella classifica tedesca.. Nell'aprile 2017, annuncia il suo secondo album in studio, Alles auf Rot, che viene rilasciato il 7 luglio 2017. L'album arriva in top 10 in Germania, Austria e Svizzera. Il suo singolo più popolare, International Gangstas, viene pubblicato il 21 settembre 2018 e vede la collaborazione dei rapper Farid Bang, 6ix9ine e SCH. Il 22 marzo 2019 viene pubblicato Capimo, terzo album in studio, realizzato in collaborazione con Nimo.
Il 2 luglio 2021 è uscito il quinto disco Hyat, che conta la partecipazione di Farid Bang, Azzi Memo, Veysel e Uzi.

## Discografia

### Album in studio
- 2013 – Hallo Monaco
- 2017 – Alles auf rof
- 2019 – Capimo (con Nimo)
- 2021 – Hyat
- 2024 – Alles auf Schwarz

### EP
- 2021 – Geisterstadt EP
- 2022 – Himalaya EP
- 2022 – Blockromantik EP

### Singoli
- 2013 – Hater/Erzähl Ma
- 2014 – Champagner für Alle
- 2014 – Julius Cesar (feat. Haftbefehl)
- 2017 – Intro
- 2017 – GGNIMG
- 2017 – Mainhattan City Gang
- 2017 – Lambo Diablo GT (feat. Nimo)
- 2017 – Matador (feat. Tommy)
- 2017 – Alles auf Rot
- 2017 – Totentanz
- 2017 – Mon Chéri (feat. Nimo)
- 2018 – Flouz (feat. Azzi Nemo)
- 2018 – International Gangstas (con Farid Bang e 6ix9ine feat. SCH)
- 2018 – Lean (con Nimo)
- 2018 – Zoey (con Nimo)
- 2018 – Anderes Niveau (con Nimo)
- 2019 – Shem Shem & Sex (con Nimo)
- 2019 – Roadrunner (con Nimo)
- 2019 – Leyla (con Nimo)
- 2019 – Planlos (con Nimo)
- 2019 – Dunkel (con Nimo)
- 2019 – Hadouken
- 2019 – Alexander Wang
- 2019 – Run Run Run
- 2019 – I'm Rhytmus gefangen
- 2019 – Plus Steigt
- 2020 – Karakol
- 2020 – Cannabe
- 2020 – Hyat
- 2020 – Coco Chanel (feat. Veysel)
- 2020 – Geisterstadt
- 2020 – Was ist Passiert
- 2021 – Zeit und Geld
- 2021 – 4 Kanaken (con Haftbefehl, Veysel ed Ezhel)
- 2021 – Ghettogirl
- 2021 – Mahalle
- 2022 – Aminbawe (con Kurdo)
- 2022 – Himalaya
- 2022 – Schwarze Rosen
- 2022 – Blockromantik
- 2022 – Wie Oft
- 2023 – Intro
- 2023 – Adieu
- 2023 – Psycho (feat. Mero)
- 2024 – Wellness im Palace
- 2024 – Ghettostar (feat. Kolja Goldstein)
- 2024 – Alles auf Schwarz
- 2024 – Beyda (con Nimo)
- 2024 – Jumpshot (feat. Summer Cem)